# 坂梨豊昭
坂梨 豊昭（さかなし とよあき、生年不明 - ）は、熊本県の政治家。熊本県立玉名農業高等学校出身。和水町社会福祉協議会元会長、熊本県農業共済組合元理事。菊水町議会議員（7期）、和水町長（2期）。旭日小綬章受章。

## 来歴
1979年2月、熊本県玉名郡菊水町議選で初当選を果たし、以後7期を務める。2003年2月、菊水町議会議長に就任し、2005年まで2度目の議長を務める。
2006年4月、菊水町の合併に伴い発足した和水町の町長となる。「町の素晴らしい歴史遺産を生かし、対話と協調によるまちづくりを進める」と抱負を述べた。
同年、和水町と熊本県立大学との学際的支援「なごみの里づくり」において包括協定を締結。地域人材育成のための連携や教育システムに係る共同研究を盛り込んだ協定となった。
2010年3月、和水町長選で再選。「小中一貫教育体制で充実した教育効果をめざすほか、定住促進や福祉の充実、住民との対話と相互融和を基本に開かれた町づくり」を訴え、支持を集めた。
2011年11月、熊本県が南関町に計画している産業廃棄物最終処分場の建設について、南関、和水両町とも地元住民の反対があったが、環境保全のための監視委員会の設置、住民への積極的な情報公開などを明記することで合意し、和水町と熊本県との基本協定を結んだ。蒲島郁夫知事は「町の決断に、県民を代表して感謝している。建設や運営では、将来にわたって県が最終的な責任を負うとの覚悟で取り組んでいく」とあいさつした。
2016年11月、旭日小綬章を受章。皇居宮殿で拝謁。
2019年4月、子息の坂梨剛昭（野田毅秘書）が公明党の推薦を得て、熊本県議会議員に初当選。当選後、剛昭は自由民主党に所属。剛昭の当選により引退。